# Johann Reuchlin
Johann Reuchlin, nemški renesančni humanist, filolog, kabalist in filozof, * 29. januar 1455, Pforzheim, Baden-Württemberg, Nemčija, † 30. junij 1522, Liebenzell.
Velja za enega najpomembnejših nemških humanistov. Njegov pomemben humanistični prispevek so študije hebrejskega jezika in osnovanje  medreligijskega dialoga med judi in kristijani. Skupaj s Philippom Melanchtonom, ki je bil vnuk njegove sestre in hkrati učenec, ga lahko smatramo za predhodnika nemške reformacije. 

## Življenje
Študiral je v Freiburgu, Parizu in Baslu, kjer je leta 1475 zaključil bakalaverat in dve leti kasneje še magisterij. V letih od 1481 do 1496 se je najprej uvajal v sodniško in diplomatsko službo pri vojvodi Wurttenberškem, s katerim je skupaj kot njegov prevajalec potoval v Italijo, kjer je v kratkem času navezal stike s tamkajšnjim humanisti v Firencah. Intelektualno sodelovanje s tamkajšnjimi humanisti, posebej Mirandolo, ki ga je navdušil za učenje hebrejščine in kabalističnih spisov, je utrjeval še s kasnejšimi potovanji v Italijo. V letih od 1496 do 1499 je bil formalno zaposlen v pravniški službi pri Johannu von Dalbergu, škofu mesta Worms. Škof Dalberg, ki je veljal za izobraženega humanista, je na Univerzi v Heidelbergu ustanovil katedro za grščino in tudi sicer veljal za mecena humanističnih izobražencev. K izobraževalnemu sodelovanju je škof spodbudil še Reuchlina, ki je postal vodilna avtoriteta za proučevanje in lektorstvo grščine, čeprav sam na univerzi ni imel zasedal nobenega formalnega položaja. Med vsemi opravki je našel čas za študij hebrejščine, v kateri je do leta 1502, ko je prevzel ugledno službo glavnega sodnika Švabske konfederacije, bistveno napredoval.

## Disput z dominikanci
Leta 1509 je zastopstvo dominikanskega reda v Kölnu od cesarja Maksimilijana dobilo pooblastilo za zaplen in sežig vseh judovskih knjig na območju izpostave reda, ki je pokrivalo poleg Kölna še mesto Frankfurt. Načrt za zaplen in sežig judovskih knjig je vodil v krščanstvo spreobrnjeni jud Johannes Pfefferkorn, ki se je leta 1505, potem ko so mu dokazali tatvino, spreobrnil in vstopil v dominikanski red. Za izvršitelja odloka o sežigu je Pfefferkorn izbral Reuchlina, ki pa je zavlačeval z izvršitvijo. Judje so zato v skladu s pravico do izbire lastnega izvedenca za pravno mnenje prosili Reuchlina, da poda strokovno  mnenje o njihovem primeru.
Reuchlinovo poročilo je bilo izrazito v korist judov in je prepričalo cesarja, da je zavrgel odlok o sežigu. Reuchlin je v poročilu zavrnil pristranske obtožbe dominikancev, da  so judovske knjige uperjene proti krščanstvu. Judovske knjige je razdelil v sedem razredov. V prvi razred je uvrstil starozavezne knjige, ki so bistvenega pomena za krščanstvo, v zadnji, sedmi razred pa striktno protikrščansko propagando, ki je sicer bila zastopana v zanemarljivem številu, saj tudi med judi ni uživala popularnosti. Največji del so predstavljala dela s področja judovske teologije (Talmud), znanosti, filozofije in kabalistične mistike, za katere je ocenil, da ne predstavljajo grožnje za krščanstvo, temveč predstavljajo te knjige odprto možnost za razširjanje spoznanj v teologiji in znanostih. Za sežig je tako predvidel izjemno maloštevilna protikrščanska judovska dela, kar pa razumljivo ni moglo zadostiti verski gorečnosti kölnskih dominikancev. Pfefferkorn je leta 1511 objavil pamflet »Handspiegel«, v katerem je napadel Reuchlina, a ta mu ni ostal dolžan in je objavil odgovor v svojo obrambo v »Augenspiegel«.   
Spor med Reuchlinom in dominikanci je sčasoma dobil širše evropske razsežnosti med zagovorniki nove znanosti, ki so jo predstavljali humanisti, in tradicionalnimi sholastiki, med katerimi so v Nemčiji prevladovali tomistični dominikanci. Večina nemških univerz je obsodila Reuchlinov »Augenspiegel.« Zato se je leta 1513 Reuchlin  moral braniti pred dominikanskim sodiščem v Mainzu in odgovarjati na obtožbe herezije v tem delu. Ker je Reuchlin užival podporo najvišje cerkvene hierarhije in posredno tudi cesarja, je sojenje zastalo. Na sojenju ga je branil hrvaški teolog in humanist Juraj Dragišič. Ker se je v poznih dvajsetih po Nemčiji razmahnilo Lutrovo reformacijsko gibanje, je papež Leon X. obsodil »Augenspiegel«, vendar brez pravnih posledic za Reuchlina. V zadnjih letih pred smrtjo, od 1520 do 1522, ko je bila nemška reformacija v polnem teku, je Reuchlin odmaknjen od reformacijskih dogajanj poučeval grščino in hebrejščino, najprej na Univerzi v Ingolstadtu in na zadnje do smrti še na Univerzi v Tübingenu.

## Hebrejistika
Reuschlin je presegel splošno težnjo humanizma, da bi svetopisemska jezika grščina in hebrejščina bila zgolj sredstvo za boljše razumevanje Svetega pisma. V svojih poznih letih, ki so sledile upokojitvi leta 1512, se je posvetil proučevanju judovske kabalistične teozofije z namenom, da bi prepoznal skupna izhodišča judovske in krščanske mistične tradicije.
V delu »Osnove hebrejščine« (De rudimentis hebraicis, 1506), ki jo je napisal latinščini za teološke potrebe, je prva slovnična študija in hkrati učbenik hebrejščine za univerzitetno rabo. 
Njegovi najpomembnejši mistično-kabalistični deli sta »Čudežna beseda« (De verbo mirifico, 1494) in »Kabalistična umetelnost« (De arte cabalistica, 1517). Sledeč italijanskemu humanistu Piccu della Mirandoli je judovsko Kabalo smatral kot globokosežno teozofijo, ki bi lahko predstavljala možnost za pomiritev spora med krščansko vero in znanostjo.